# Nechen (Gau)
Nechen ist der Name des altägyptischen 3. oberägyptischen Gaues (auch Festungsgau, Landeplatzgau). Die Griechen nannten den  Gau Latopolites, nach dem damaligen Hauptort Esna, der bei Griechen Latonpolis hieß. Gauhauptorte waren zu verschiedenen Zeiten Hierakonpolis (die Stadt hieß auch Nechen), Elkab und Esna. Der Gau ist inschriftlich mindestens seit der 4. Dynastie belegt.